# Gleinalmtunnel
Der Gleinalmtunnel ist ein Autobahntunnel in Österreich auf der Pyhrnautobahn A 9 mit einer Länge von 8.320 Metern. Er verbindet die Bezirke Leoben und Graz-Umgebung in der Steiermark und wurde am 11. August 1978 eröffnet. Am 20. Dezember 2019 wurde die erste Röhre nach der Sanierung wieder freigegeben, nachdem im Juli 2017 die zweite Röhre eröffnet worden war. Ab Ende Juli 2023 wird die Mautstelle von Grund auf erneuert.

## Gründe für den Tunnelbau

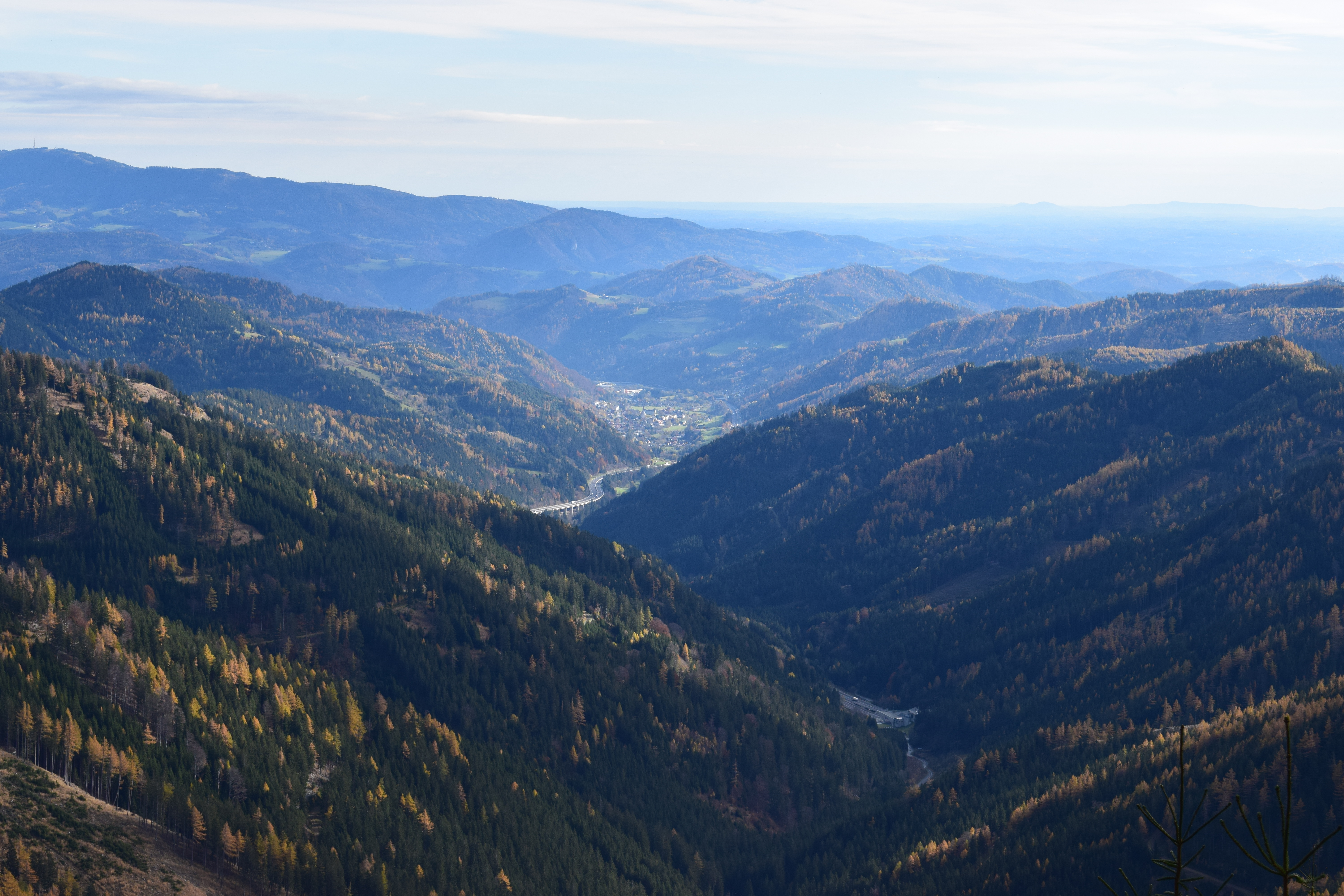
Blick von einem Ausläufer des Eiblkogels nach Südosten durch das Kleintal bzw. Übelbachtal mit der A9, rechts unten das Südportal des Gleinalmtunnels. Der Höhenzug des Schöckls im Bildhintergrund liegt bereits jenseits der Mur.

Die Gleinalpe (auch: Gleinalm) ist ein von Südwest nach Nordost verlaufender Gebirgszug, der die Obersteiermark von den südlicheren Landesteilen trennt. Der althergebrachte Verkehrsweg zwischen diesen Landesteilen verläuft entlang des Flusses Mur, der die Gleinalpe jedoch in einem Bogen bei der Stadt Bruck an der Mur umfließt und sich erst dann über ein Durchbruchstal der Landeshauptstadt Graz nähert. Der Tunnel und die anschließenden Abschnitte der A 9 verbinden den Lainsachgraben, der von St. Michael in Obersteiermark nach Südosten in die Gleinalm führt mit dem Kleintal bzw. Übelbachgraben, die von Deutschfeistritz nach Nordwesten führt. Der untertunnelte Berg, der die beiden Täler trennt, ist der Eiblkogel. Die beschriebene Strecke stellt mit einer Länge von etwa 30 km eine wesentliche Abkürzung gegenüber der rund 60 km langen Strecke via Bruck dar, die dennoch bis etwa 2015 vierspurig ausgebaut wurde (Semmering Schnellstraße S 6 bzw. Brucker Schnellstraße S 35). Die Fahrt durch den Tunnel bietet eine Ersparnis von 20–30 Minuten Fahrzeit, bei Mautkosten von 11,50 Euro (für einen Pkw, Einzelfahrt, Stand 2025).
Bevor die Strecke Bruck–Deutschfeistritz als Schnellstraße ausgebaut war, floss der Pkw-Verkehr über weite Strecken auf zweispuriger Straße nur so schnell wie Lkw-Verkehr. Bevor 2004 für Lkw auch die Schnellstraße mit Streckenmaut belegt wurde, fuhren Lkw, um Tunnelmaut zu sparen, nicht selten den Umweg über Bruck. Umgekehrt fallen bei wöchentlichen oder noch häufigeren Fahrten mit einer Jahreskarte die Pkw-Tunnelmautkosten nicht ins Gewicht und ist auch eine Fahrt von Graz nach Leoben (7 km flussabwärts von St. Michael) über die Tunnelstrecke deutlich näher, komfortabler und kostengünstiger als über das Murtal. Die Relation ist international bedeutsam für den Verkehr zwischen Deutschland und Slowenien oder Ungarn sowie innerösterreichisch zwischen einerseits Linz (nördlich von St. Michael) oder dem oberen Murtal (oberhalb Leoben) und Graz.

### Zweiröhriger Ausbau
Seit seiner Eröffnung 1978 bis 2017 war der Tunnel nur einröhrig ausgeführt und wurde im Gegenverkehr bei einer Höchstgeschwindigkeit von 80 km/h betrieben. Auf Grund von mehrfachen tödlichen Unfällen im Tunnel wurde der Neubau einer zweiten Röhre notwendig. Im September 2013 wurde mit dem Vollausbau begonnen, Projektkosten von 243 Mio. Euro wurden kalkuliert. Die zweite Tunnelröhre wurde am 21. Juli 2017 eröffnet. Nach einer 2-jährigen Generalsanierung der alten Röhre wurde diese am 20. Dezember 2019 für den Verkehr freigegeben. Nun sind beide Tunnel befahrbar und mit moderner Sicherheitstechnik nach EU-Vorschrift ausgestattet. Die beiden Röhren sind über 34 Querschläge miteinander verbunden, von denen acht für Einsatzfahrzeuge befahrbar sind. Sie verfügen über acht Pannenbuchten mit Notruf- und Löschwassereinrichtung. Alle 125 Meter befinden sich Notrufnischen mit Telefon, Notruf- und Brandmeldetaste sowie zwei Feuerlöschern. Beide Röhren werden per Video und mit Luftgütesensoren überwacht, im Vorportalbereich kontrollieren Thermoscanner und Höhenkontrolle einfahrende Fahrzeuge, in den Parkbuchten erkennen Sensoren abgestellte Fahrzeuge. Die Entlüftung des Tunnels wird durch zwei Schächte unterstützt, die von Punkten ca. 2,4 Straßenkilometer innerhalb des Nordportals bzw. ca. 3 Straßenkilometer innerhalb des Südportals senkrecht nach oben führen.

## Mautstrecke
Der Gleinalmtunnel wird als Sondermautstrecke betrieben, das heißt anstelle der allgemeinen österreichischen Autobahnmaut (Vignette) wird eine Benutzungsgebühr in der Höhe von 11,50 Euro pro Fahrt für alle Kfz bis 3,5 t höchstzulässiges Gesamtgewicht (hzG) eingehoben. Jahreskarten, die die Passage durch den zweiten Sondermaut-Tunnel Bosruck beinhalten, werden für 114,- Euro angeboten. Der Vignettenabschnitt erlaubt die Ermäßigung nur einer Jahreskarte auf 74,- Euro, weitergehende Ermäßigungen gelten für Pendler und Behinderte (Stand 2023). Schwerere Kfz – Wohnmobile, Busse, Lkw – jeweils über 3,5 t hzG zahlen keinen Aufpreis für die Tunnelnutzung, sondern nur die von Anzahl der Achsen und Abgaskategorie abhängige Autobahn-Kilometermaut.
Die Mautstelle liegt fünf Kilometer nördlich des Nordportals Es besteht hier kein Kfz-Anschluss an die südwestseitig tangierende Gemeindestraße. Am 17. Juli 2023 begann der Abriss der Mautgebäude, die bis Sommer 2024 neu mit Fußgängerüberführung zu den Mautkabinen und Photovoltaik-Dach errichtet werden sollen.
An der Mautstelle des Gleinalmtunnels gibt es wie auch am Bosrucktunnel seit grob etwa 2010 eine Videomautspur. Nach Vorausbezahlung der Maut (Einzel- und Dauerkarten) bleibt das Kennzeichen ein Jahr gespeichert. In der Videomautspur wird bei reduzierter Fahrtgeschwindigkeit das Kennzeichen gescannt und die Gültigkeit angezeigt, die Durchfahrt ist ohne Schranken oder Ampel und ohne Wartezeiten möglich. Alternativ kann man auch ein Flex-Abo abschließen, bei dem die Einzelfahrten zum Normaltarif im Nachhinein abgerechnet werden.

Galerie
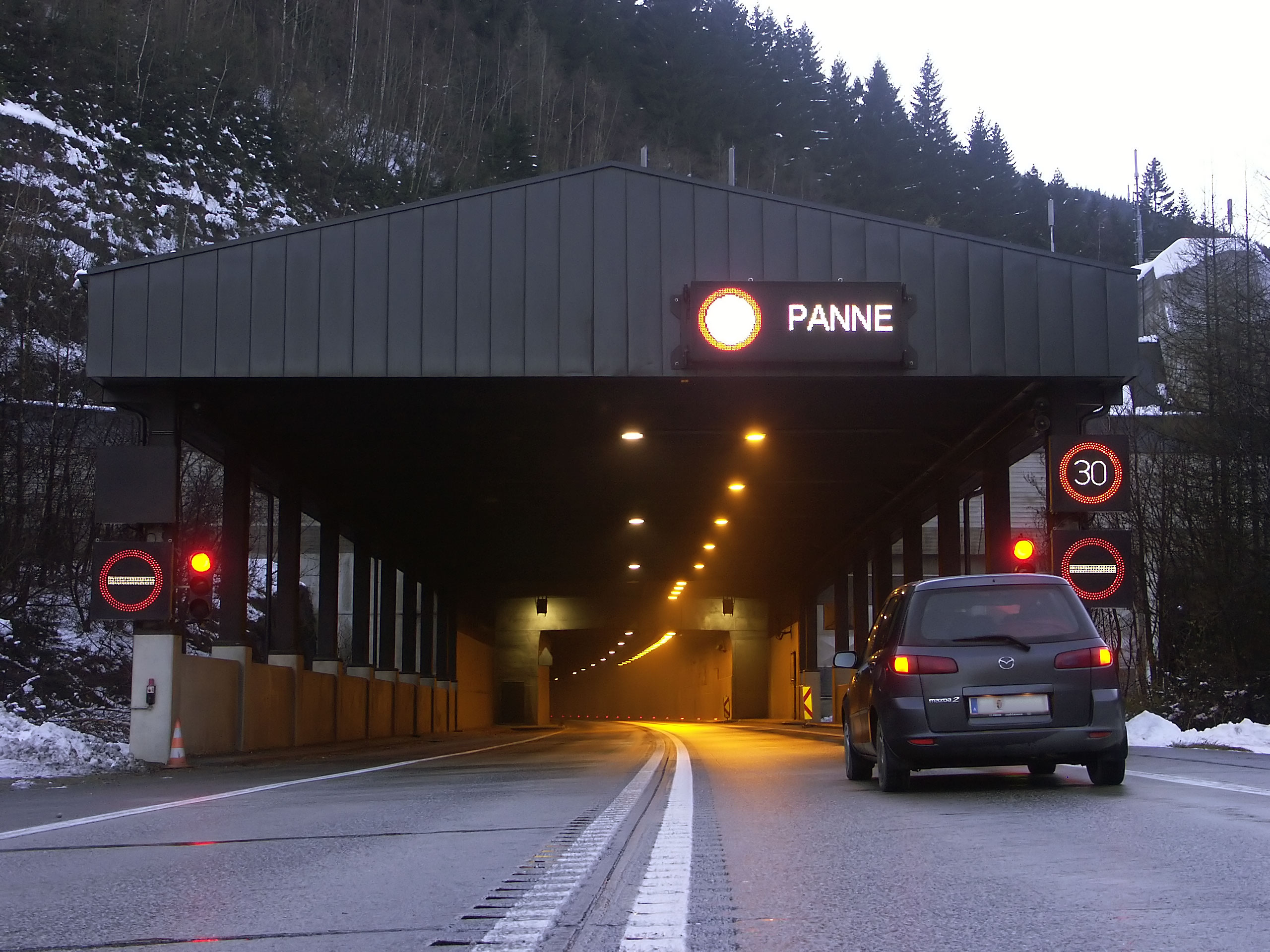
Der einröhrige Gleinalmtunnel im Jahr 2005
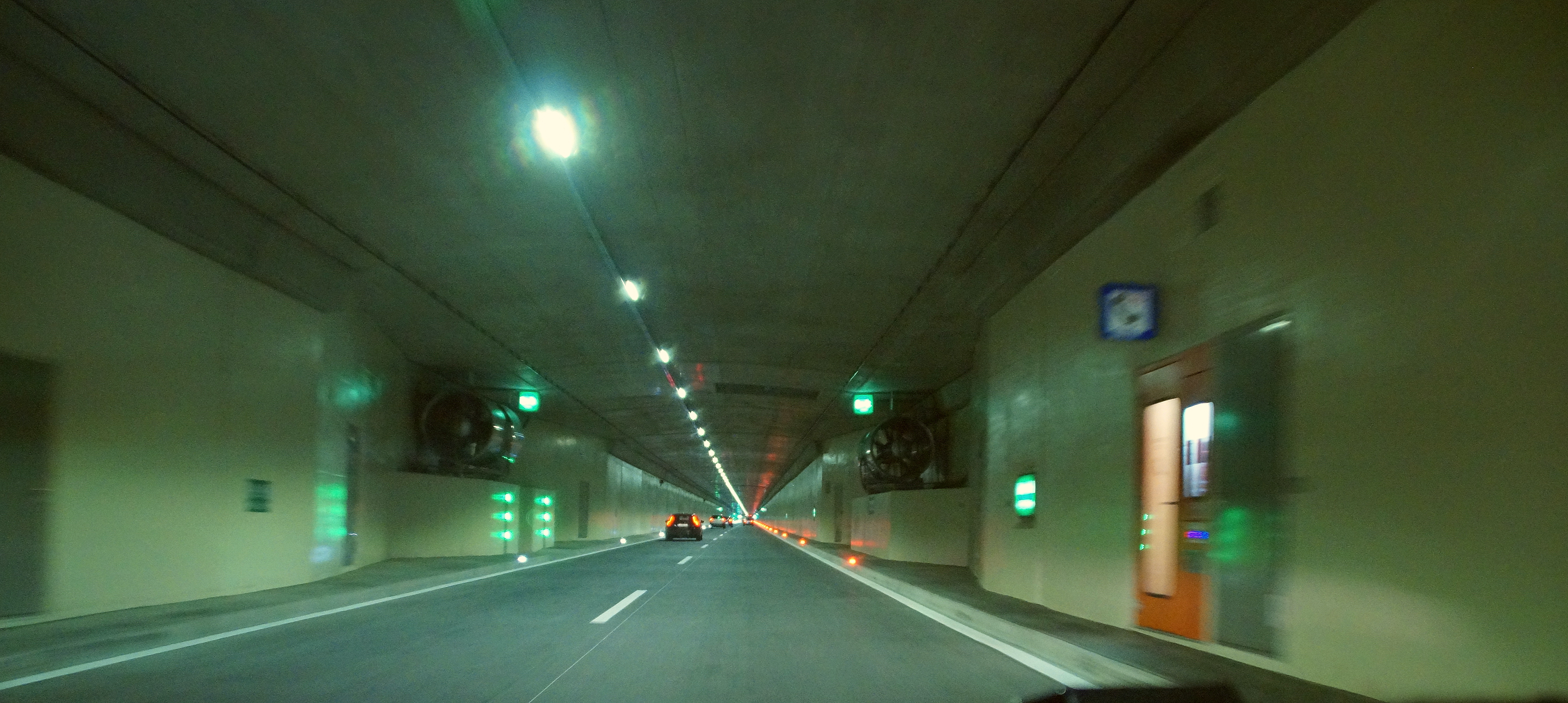
Tunnelinneres mit moderner Belüftung und Sicherheitstechnik seit dem Ausbau 2017
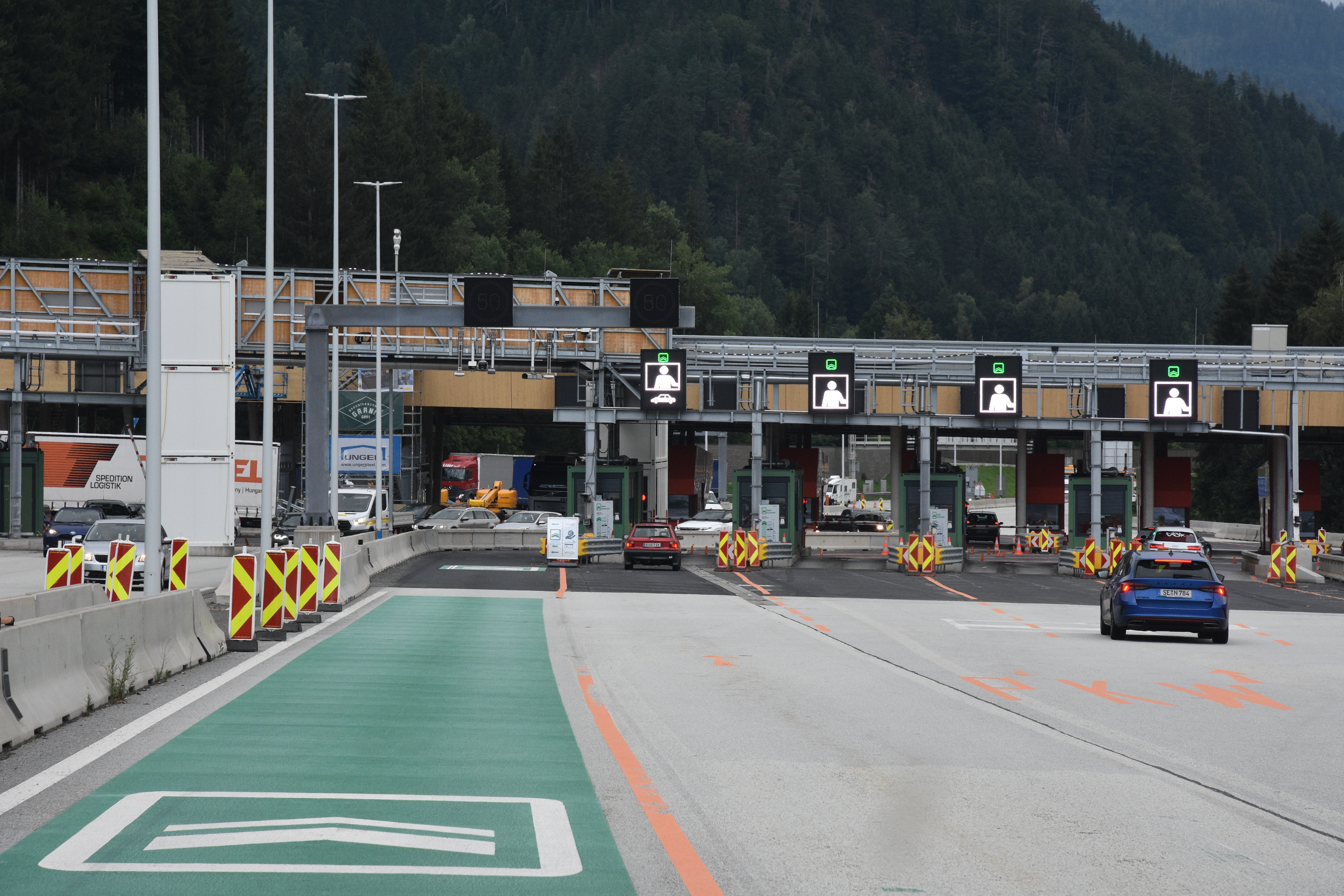
Mautstelle im Jahr 2024
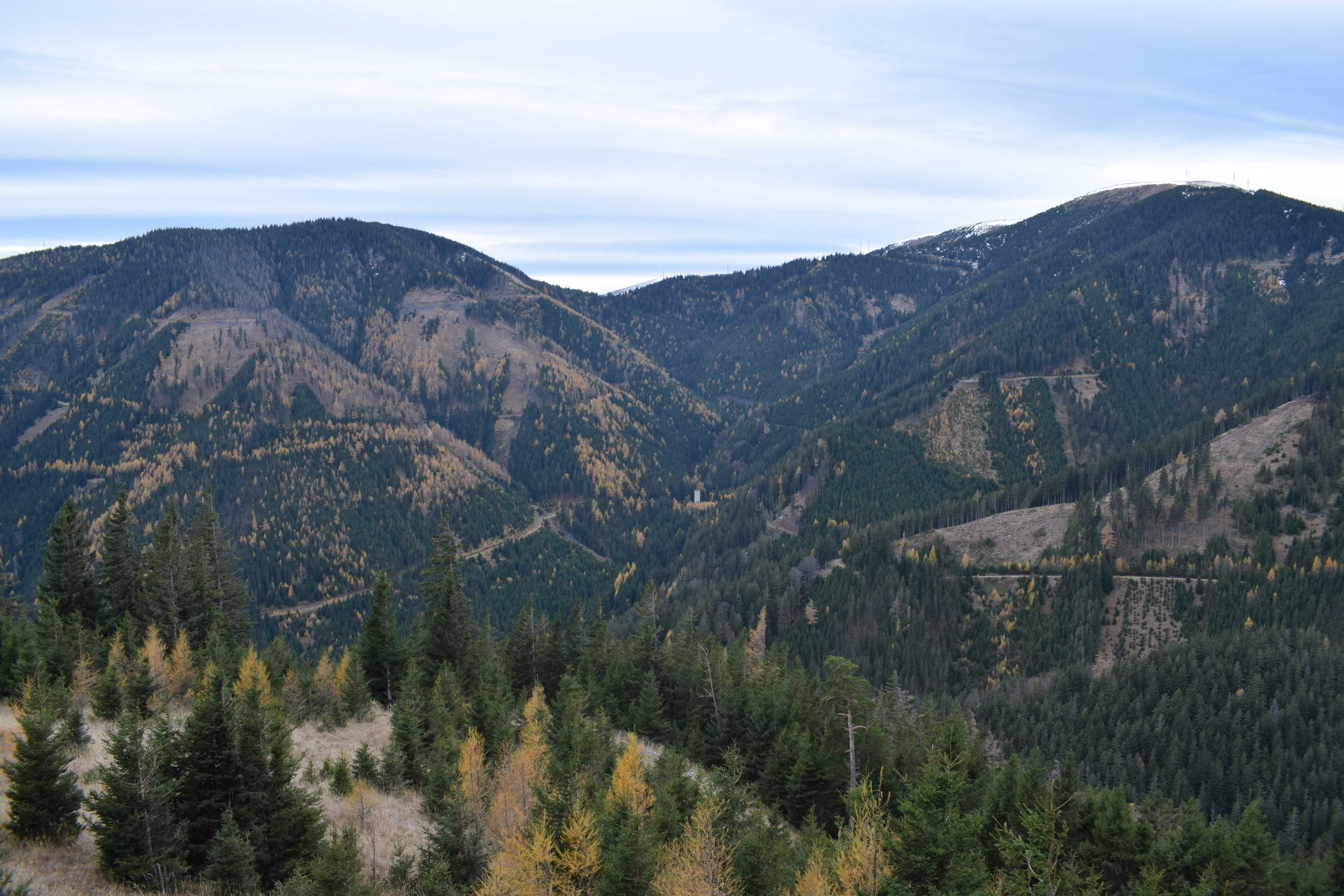
Blick über den Talschluss des Kleintals auf den Eiblkogel (rechts), mittig der turmartige Bau des südlichen Entlüftungsschachts
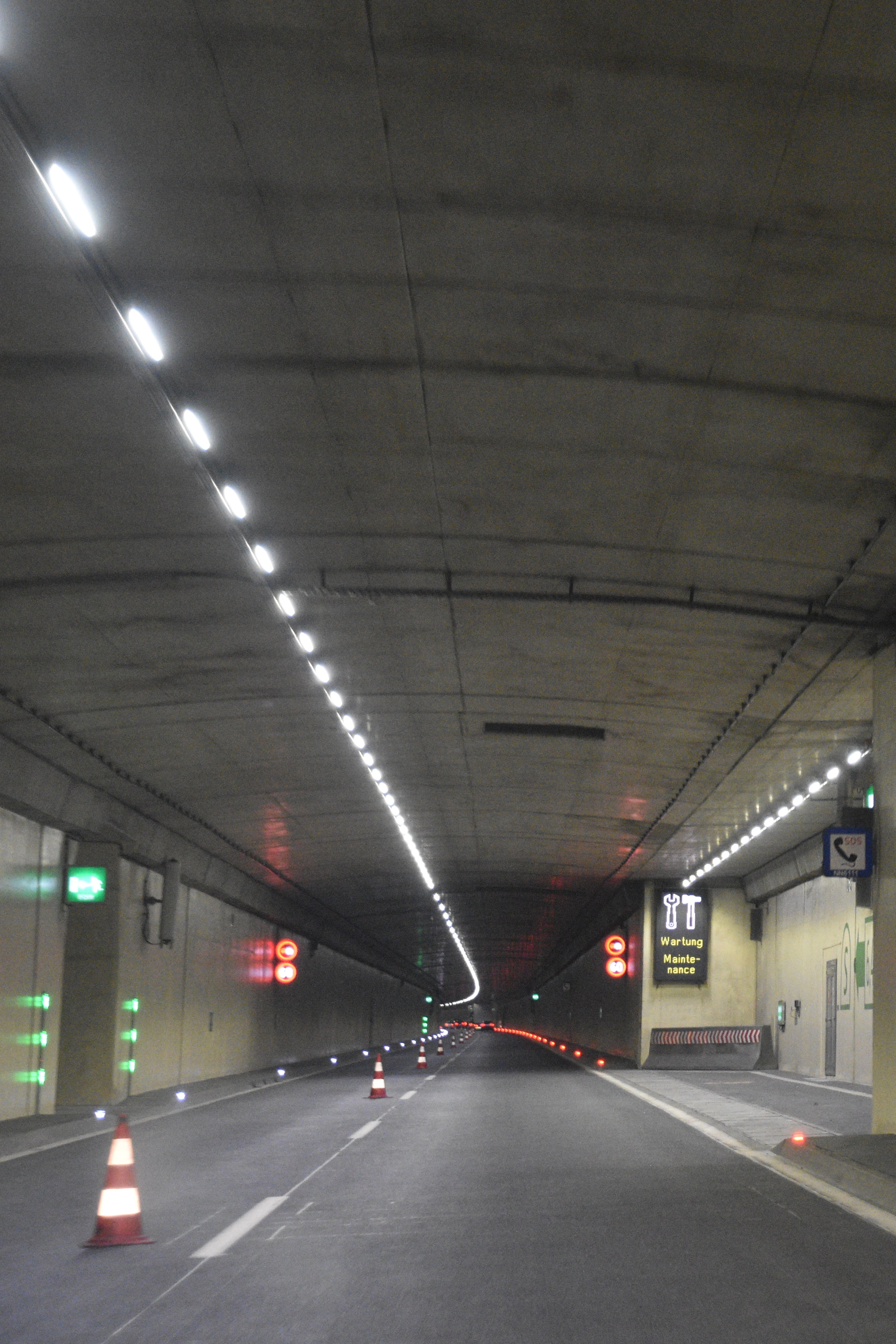
Wartung im Tunnel
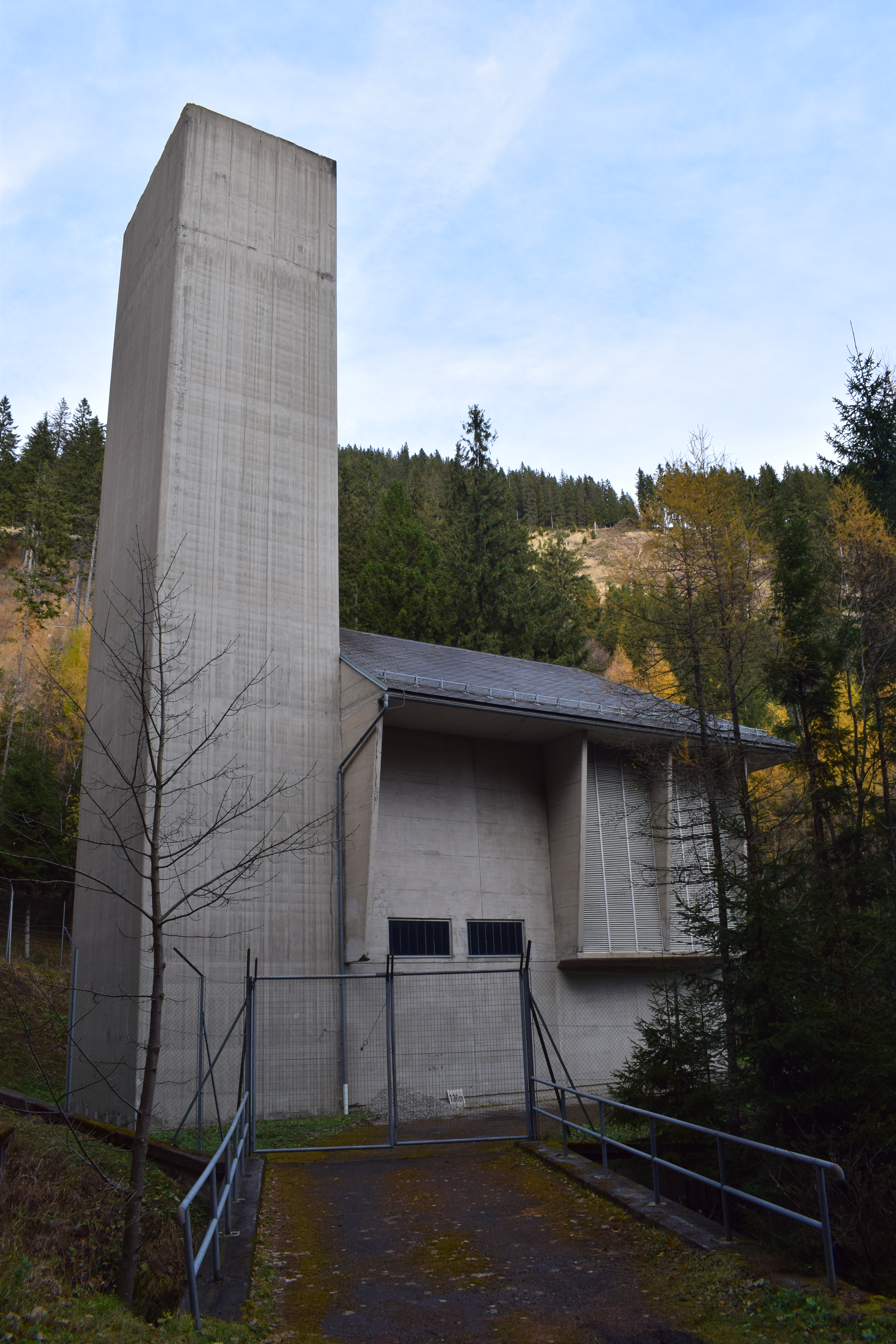
Der südliche Schacht in Nahaufnahme

## Ereignisse

### Zwischenfälle
Am 6. August 2001 ereignete sich im Gleinalmtunnel ein Autounfall, der einen folgenschweren Brand verursachte und fünf Menschen das Leben kostete.
In den Abendstunden des 4. August 2016 geriet etwa zwei Kilometer nach der Tunneleinfahrt ein zu einem Wohnmobil umgebauter Reisebus aus Dänemark in Brand. Die sieben Insassen konnten sich retten, mussten aber mit Rauchgasvergiftungen in Krankenhäuser gebracht werden. Zur Behebung der entstandenen Schäden am Tunnel blieb dieser drei Wochen gesperrt. Der Verkehr wurde in der Zwischenzeit lokal über Bruck an der Mur gelotst, der Transitverkehr wurde weiträumig über die Tauern Autobahn A 10 im Westen und über die Süd Autobahn A 2 im Osten umgeleitet. Die Sanierungskosten wurden von der Asfinag mit 500.000 Euro angegeben. Der Einnahmenentfall aus der Sondermaut des Tunnels wurde von der Asfinag mit 2,5 Mio. Euro, etwa 120.000 Euro pro Tag, angegeben. Dieser Betrag ergibt sich einerseits durch den Einnahmenentfall bei Einzelfahrten, außerdem wurde die Gültigkeit von laufenden Jahreskarten um einen Monat verlängert. Die Asfinag hatte rund 3 Mio. Euro von der Haftpflichtversicherung des Buslenkers eingefordert, erhielt aber nur rund 1,2 Mio. Euro.
Am 5. Oktober 2018 geriet kurz vor 13 Uhr ein Schwertransport, ein 7-achsiger Autokran mit etwa 80 Tonnen Masse, ca. einen Kilometer nach der Einfahrt in das Südportal der Oströhre in Vollbrand. Alle 83 im Tunnel befindlichen Personen konnten flüchten, in erster Linie durch die Weströhre, welche zu diesem Zeitpunkt wegen Sanierungsarbeiten geschlossen war. Drei Personen erlitten Rauchgasvergiftungen. Die hohen Temperaturen beim Brand führten zu einer Verzögerung der Löscharbeiten, diese konnten gegen 15 Uhr abgeschlossen werden. Da beim Brand die Zwischendecke des Tunnels stark beschädigt wurde, wurde der Tunnel für mehrere Wochen geschlossen. Der gesamte Verkehr wurde über das Murtal (Semmering Schnellstraße S6 und Brucker Schnellstraße S35) umgeleitet. In einem 300 m langen Abschnitt wurde die Tunnelröhre zerstört, weshalb vor der Fahrzeugbergung hier mit 100 Deckenstützen gepölzt wurde. Der zerstörte Mobilkran hatte laut Eigentümer einen Wert von über 1 Mio. Euro. Gebrochene Achsen wurden geschweißt und mit Ketten gesichert, die Lenkung nur der vorderen drei Achsen konnte gängig gemacht werden. Mit einer 1000-PS-Sattelzugmaschine wurde bis zum Scheitelpunkt etwa in der Mitte des Tunnels gezogen und danach gebremst. Am Abend des 10. Oktobers konnte das Wrack so aus dem Nordportal gebracht und auf einem eingerichteten Parkplatz zur Begutachtung abgestellt werden. Die Sanierungskosten werden von der Asfinag mit mehr als 2,5 Mio. Euro angegeben. Die Gültigkeit von laufenden Jahreskarten wurde um die Dauer der Sperre verlängert. Der Tunnel wurde am 7. Dezember 2018 wieder für den Verkehr freigegeben.

### Andere Vorfälle
Am 15. März 2022 hielt ein Pkw auf dem Weg in eine Grazer Privatklinik im Tunnel, um einer Frau die spontane Geburt ihres Kindes zu ermöglichen. Der Tunnel wurde dafür gesperrt.